# Ан-26
Ан-26 (по кодификации НАТО: Curl Вихрь) — многоцелевой транспортный самолёт, разработанный в КБ Антонов, модификация исходной модели Ан-24.
Ан-26 оснащён двумя турбовинтовыми двигателями АИ-24ВТ и одним дополнительным реактивным РУ-19А-300, установленным в правой гондоле основного двигателя.
Благодаря большой ширине проёма грузового люка (2,4 м) и установке специальной трап-створки возможна удобная погрузка как с земли, так и из кузова автомобиля, что значительно ускоряет и облегчает погрузочно-разгрузочные работы.
Самый многочисленный самолёт своего класса.[где?]
В Китае был разработан и выпускается Xian Y-7, созданный на базе Ан-26.
В настоящее время[когда?]

 эксплуатируется пассажирская модификация Ан-26-100 с вместимостью до 43 человек. Самолёты переделаны в пассажирские на заводе из базовой грузовой модификации и имеют недостаток — отсутствие багажных полок. Всего построено 1403 самолёта этого типа.

## История создания
Разработка Ан-26 началась в 1964 году под руководством Виктора Александровича Гарвардта. В производство техническая документация была передана в 1968 году, а уже 21 мая 1969 года был успешно осуществлён первый полёт Ан-26, под руководством командира экипажа Юрия Николаевича Кетова (в испытаниях приняли участие: второй пилот В. А. Богданов, штурман С. П. Кравченко, бортинженер П. Д. Игнатиенко, бортрадист М. А. Тупчиенко и инженер-испытатель В. П. Лыновский).
В 1969 году Ан-26 был представлен на международном авиасалоне в Ле-Бурже.

## Конструкция
Планер Ан-26 представляет собой цельнометаллический свободнонесущий, двухмоторный моноплан с высокорасположенным крылом, однокилевым вертикальным оперением с форкилем и двумя подфюзеляжными гребнями.

### Фюзеляж
Фюзеляж самолёта представляет собой цельнометаллический балочно-стрингерный полумонокок. Фюзеляж разделён на четыре отсека: носовой Ф-1, средний Ф-2, люковый и хвостовой Ф-3. Стыковка отсеков между собой осуществляется по обшивке и стрингерам.

На участке между первым и сороковым шпангоутами фюзеляж выполнен герметическим. Основная часть элементов конструкции фюзеляжа выполнена из листового и профилированного дюралюмина Д16Т, а также из алюминиевых сплавов.
В фюзеляже самолёта размещены кабина экипажа и грузовая кабина. Кабина экипажа расположена между шпангоутами 1-7 и отделена от остальной части фюзеляжа перегородкой по шпангоуту 7. Носок фюзеляжа до шпангоута 1 негерметичен и прикрыт специальным обтекателем, под которым установлена антенна радиолокатора «Гроза».
Грузовая кабина размещена от шпангоута 7 до шпангоута 33, в кабине имеется встроенный транспортёр. На участке грузовой кабины в обоих бортах установлено по четыре круглых окна. Окно в правом (между шпангоутами 23-24) и левом (14-15) борту совмещены с аварийными люками. Между шпангоутами 33-40 расположен грузовой люк с рампой. На потолке фюзеляжа в плоскости симметрии установлен монорельс, по которому движется тельфер, предназначенный для выполнения погрузочно-разгрузочных работ.
Фюзеляж имеет одну входную дверь, а также 6 люков — грузовой, эксплуатационный и четыре аварийных (нижний, два бортовых и верхний). Герметизация входной двери, аварийных люков кабины экипажа и грузовой кабины осуществляется резиновыми профилями и герметиком.
Экипаж в количестве 6 человек. В передней кабине размещаются: командир экипажа, помощник КЭ, бортовой техник (между лётчиками сзади), штурман (за командиром), бортрадист (за ПКЭ). В грузовой кабине оборудовано место техника по авиадесантному оборудованию.
Отличительной особенностью самолётов типа Ан-26 от Ан-24 является наличие большого выпуклого блистера на рабочем месте штурмана экипажа (слева на борту в передней части фюзеляжа), в котором установлен коллиматорный бомбовый прицел НКПБ-7.
Силовой набор и обшивка
Поперечный силовой набор фюзеляжа состоит из 51 шпангоута, которые по конструкции разделены на нормальные, силовые и усиленные. Нижние части шпангоутов совместно с продольными балками образуют каркас пола фюзеляжа.
Продольный силовой набор состоит из стрингеров и ряда продольных балок в отсеках Ф-1 и Ф-2. Стрингеры расположены равномерно по периметру сечения фюзеляжа. Продольные балки — клёпаной конструкции, расположены в нижней части фюзеляжа.
Обшивка фюзеляжа выполнена в виде отдельных технологических панелей из дюралюминиевых листов толщиной 0,8-1,8 мм. Листы обшивки крепятся к нормальным шпангоутам при помощи заклёпок, а к стрингерам — точечной электросваркой и клеем К-4С.

### Крыло
Крыло самолёта — высокорасположенное, свободнонесущее, прямоугольной формы в плане на участке между нервюрами № 7 и трапециевидной формы на участках от нервюр № 7 до законцовок. Состоит из трёх основных частей — центроплана, отъёмной и средней частей 

Крыло имеет разъёмы по нервюрам № 7 и 12 и делится на центроплан, две средние и две отъёмные части.

Центроплан несёт в себе два отклоняющихся однощелевых закрылка, средние части крыла — по одному двухщелевому выдвижному закрылку, отъёмные части крыла — по две секции элеронов. Стыковка частей крыла между собой осуществляется при помощи профилей разъёма, фитингов и стыковых угольников.
Угол поперечного V-крыла на участке между нервюрами № 12 равен 0°, а на участке консолей равен −2°. Угол установки крыла равен +3°.
Конструкция крыла — кессонного типа, состоит из 23 нервюр, обшивки и стрингеров. Обшивка крыла имеет различную толщину на разных участках. Носки крыла для предотвращения обледенения имеют воздушный обогрев. В хвостовых частях крыла размещены валы управления закрылками и тяги управления элеронами.

#### Центроплан
На центроплане установлены узлы для стыковки с фюзеляжем, профили разъёма для стыковки со средними частями крыла, узлы крепления двигателей, главных ног шасси и узлы навески однощелевого закрылка.

Лонжероны центроплана — балочного типа, цельнопрессованные, усиленные стойками из прессованных профилей. Каждый лонжерон имеет два кронштейна для стыковки с фюзеляжем.

Нервюры центроплана — силовые, балочного типа. Каждая из них состоит из глухой дуралюминовой стенки, подкреплённой стойками из прессованных уголков, а также верхнего и нижнего поясов из прессованных профилей таврового сечения.

#### Средняя часть крыла
Кессон средней части крыла является топливным баком-отсеком. Кессон герметизирован при помощи герметика. Средняя часть крыла имеет профили разъёма для стыковки с центропланом и отъёмной частью крыла.

Лонжероны средней части крыла — балочного типа, состоят из верхней и нижней полок таврового сечения и стенок, подкреплённых прессованными дуралюминовыми стойками. Полки изготовлены из прессованных профилей, механически обработанных для получения переменного по длине сечения. На концах лонжеронов имеются стойки для стыковки стенок лонжеронов средней части крыла со стенками лонжеронов центроплана и отъёмной части крыла.

#### Отъёмная часть крыла
Отъёмная часть крыла конструктивно аналогична центроплану и средней части крыла. Отъёмная часть стыкуется со средней частью с помощью профилей, разъёма и концевых стоек лонжеронов. 

Лонжероны имеют стенки и полки переменного по размаху сечения. Стенки лонжеронов подкреплены стойками из прессованных профилей. В стенке переднего лонжерона имеются отверстия для выхода тёплого воздуха из носка отъёмной части в концевой обтекатель. 

Нервюры отъёмной части — балочного типа, по конструкции аналогичны нервюрам средней части крыла.

#### Закрылки и элероны
На каждом крыле установлен однощелевой закрылок центроплана, расположенный между фюзеляжем и гондолой двигателя, и двухщелевой закрылок средней части крыла.

К двухщелевому закрылку приклёпан на кронштейнах профилированный дефлектор. При отклонении закрылка между хвостовой частью крыла, дефлектором и закрылком образуется двойная профилированная щель.

Каждый закрылок состоит из обшивки, набора нервюр, лонжерона и двух кареток. Крепление закрылков осуществляется при помощи кронштейнов.

Выпуск и уборка закрылков осуществляются гидроприводом посредством трансмиссионного вала и шести винтовых подъёмников. Управление системой осуществляется нажимным переключателем, установленным на центральном пульте лётчиков. Также имеется возможность аварийного выпуска закрылков при помощи перекидного переключателя, установленного там же.

Угол отклонения закрылков контролируется по указателю положения, установленному на центральном пульте. Угол отклонения закрылков при взлёте — 15°±2°, при посадке — 38°−1°

Элероны крепятся к задним лонжеронам отъёмных частей крыла. Каждый из них состоит из корневой и концевой секций. В конструкцию элерона входят лонжерон, нервюры и обшивка. На корневой секции левого элерона установлен триммер и сервокомпенсатор, правого — только сервокомпенсатор.

Управление элеронами осуществляется вращением штурвалов. При вращении штурвалов на максимальный угол поворота от нейтрального положения — 90 градусов — правый элерон отклоняется вверх на 24°, а левый — вниз на 16° (при вращении по часовой стрелке) и наоборот (при вращении против часовой стрелки).

### Оперение
Оперение самолёта — свободнонесущее, однокилевое, металлической конструкции. Оперение состоит из двух консолей стабилизатора, двух половин руля высоты, киля, руля направления и форкиля. В носках стабилизатора и киля имеются воздушно-тепловые камеры противообледенительной системы, а в концевых обтекателях — жалюзи для выхода воздуха.

Стабилизатор и киль — двухлонжеронной конструкции с работающей дуралюминовой обшивкой. На каждой половине руля высоты установлен триммер, на руле направления — пружинный триммер-сервокомпенсатор. Угол поперечного V горизонтального оперения равен +9°.

#### Стабилизатор
Стабилизатор состоит из двух симметричных консолей. Каждая консоль состоит из верхней и нижней панелей, носка, хвостовой части и концевого обтекателя. Панель стабилизатора состоит из двух полулонжеронов, набора полунервюр, стрингера и обшивки. Крепление стрингеров к обшивке осуществляется при помощи точечной электросварки и клея, к нервюрам и лонжеронам обшивка приклеена. Стыковка стабилизатора с фюзеляжем осуществляется по лонжеронам, посредством болтов и фитингов.

#### Руль высоты
Каждая половина руля высоты состоит из двух клеесварных панелей, соединённых в плоскости хорд, законцовочного профиля и балочки для крепления триммера. Триммеры установлены на каждой половине руля высоты.

Управление рулём высоты осуществляется перемещение штурвалов: «от себя» — руль отклоняется вниз на 20°, на себя — руль отклоняется вверх на 25°. Управление рулями — дублированное, осуществляется с обоих мест пилотов. В проводку управления рулём высоты включена рулевая машина автопилота. При включённом автопилоте вращение звёздочки рулевой машины вызывает поворот секторной качалки и перемещение проводки управления рулём высоты. При выключенном автопилоте, машина не препятствует ручному управлению рулями.

### Шасси
Самолёт имеет убирающиеся в полёте шасси, выполненное по трёхстоечной схеме, состоящее из двух главных и одной передней ноги. 

Главные ноги установлены в гондолах двигателей и в полёте убираются вперёд в специальные отсеки под двигателями. На каждой главной ноге, на общей неподвижной оси, установлены два колёса с пневматиками и дисковыми тормозами. Колёса снабжены инерционными датчиками. 

Передняя нога установлена в носовой части фюзеляжа и в полёте также убирается вперёд в отсек под кабиной экипажа. На передней ноге, на общей вращающейся оси, установлены два нетормозных колеса с пневматиками.

В выпущенном и убранном положениях ноги фиксируются механическими замками, открывающимися с помощью гидроцилиндров. Отсеки шасси закрываются створками при полностью убранном и выпущенном положениях ног.

Выпуск и уборка шасси, открытие замков, торможение колёс главных ног и поворот колёс передней ноги, осуществляется силовыми цилиндрами гидравлической системы самолёта. В случае выхода из строя гидравлической системы, замки убранного положения всех ног шасси могут быть открыты вручную с помощью механической системы. При этом ноги выпускаются и устанавливаются на замки выпущенного положения под действием собственного веса и встречного потока воздуха.

#### Основные стойки шасси
Основные стойки шасси — двухколёсные, с телескопическими азотно-масляными амортизаторами. Амортизационная стойка крепится к центроплану крыла через силовую ферму. На главных ногах установлены колёса с дисковыми гидравлическими тормозами и камерными шинами размером 1050×400 мм, давление в камере шины — 4,0±0,5 кгс/см². На каждом колесе установлен инерционный датчик, включённый в систему автоматического торможения. Инерционный датчик служит для подачи электрических импульсов на электрогидравлический кран для растормаживания колёс в момент наступления их проскальзывания относительно грунта.
Амортизатор главной ноги — азотно-масляного типа, с торможением на прямом и обратном ходе. Амортизатор оборудован внутренними плоскостями цилиндра и штока и заряжен строго определённым количеством масла и азота.
Колея и база шасси при стояночном обжатии амортизаторов составляют соответственно 7900 и 7650 мм. Минимальный радиус разворота самолёта равен 11 250 мм.

#### Передняя стойка шасси
Передняя стойка — двухколёсная, с рычажной подвеской колёс и азотно-масляным амортизатором. Рычажная подвеска колёс обеспечивает амортизацию не только вертикальных, но и горизонтальных ударов, возникающих при раскрутке колёс во время посадки и при движении самолёта по аэродрому.

На передней стойке установлены два нетормозных колёса с камерными шинами 700×250 мм. Давление в камере шины — 4+0,5 кгс/см².

Амортизатор передней стойки — азотно-масляного типа, с торможением на прямом и обратном ходе. Амортизатор оборудован внутренними плоскостями цилиндра и штока и заряжен строго определённым количеством масла и азота.

## Окраска самолёта
Самолёты ВС СССР окрашивались обычно в серый цвет, самолёты ГВФ носили раскраску «Аэрофлота», в дальнейшем авиакомпании красили самолёты на своё усмотрение. Также некоторая часть военных самолётов по сей день имеет бело-синюю раскраску «Аэрофлота» времён СССР. Часть машин, эксплуатируемые зарубежными заказчиками, имели камуфляжную раскраску. Приборные доски экипажа окрашены чёрной матовой краской. Грузовая кабина Ан-26 существенно облагорожена, в отличие, к примеру, от Ан-12. Потолок и стены окрашены в белый цвет, пол в зелёный.

## Силовая установка
На самолёте установлены два основных турбовинтовых двигателя АИ-24ВТ взлётной мощностью по 2820 л. с. каждый, с флюгерными четырёхлопастными воздушными винтами АВ-72Т левого вращения, и один вспомогательный турбореактивный двигатель РУ-19А-300. Двигатели установлены в гондолах, расположенных на центроплане. Каждый двигатель с помощью рамы через силовой шпангоут крепится к ферме, смонтированной на переднем лонжероне центроплана. Кроме воздушного винта, на двигателе монтируются: обтекатель редуктора, капот, противообледенительная система, внешняя маслосистема, система обдува генераторов и двигателя, топливная система и система противопожарного оборудования. Горячая часть двигателя и выхлопная труба отделены от конструкции крыла специальными противопожарными перегородками и экранами.
Вспомогательный двигатель РУ19А-300 установлен в хвостовой части правой гондолы. Он обеспечивает:
- дополнительную тягу при наборе высоты;
- необходимую тягу при отказе двигателя АИ-24;
- бортовой запуск двигателей АИ-24;
- питание электроэнергией бортовой сети самолёта на стоянке при неработающих двигателях;
- питание электроэнергией бортовой сети самолёта при отказе стартер-генераторов.

Управление силовой установкой и контроль за её работой осуществляется из кабины лётчиков. В управлении силовой установкой применяются механические, электродистанционные и автоматические системы.
Запуск двигателя производится нажатием пусковой кнопки, а весь процесс запуска осуществляется автоматически. В конструкцию двигателя входят следующие основные узлы: редуктор, лобовой картер, компрессор, камера сгорания, турбина, реактивное сопло, агрегаты.
Двигатель крепится на центроплане крыла посредством быстросъёмной рамы с амортизаторами и силовой фермы с передним силовым шпангоутом. Двигатель крепится передними и задними цапфами к четырём амортизаторам рамы. Нагрузку от тяги винта и часть нагрузки от веса двигателя воспринимают передние амортизаторы. Задние амортизаторы являются поддерживающими и тягу винта не воспринимают.
Маслосистема
Каждый двигатель имеет свою автономную маслосистему, которая обеспечивает постоянную подачу масла к трущимся поверхностям двигателя для уменьшения трения и отвода тепла. Одновременно масло используется в системе измерителя крутящего момента и для управления воздушным винтом.
Маслосистема каждого двигателя состоит из двух частей: внутренней маслосистемы, которая включает в себя нагнетающие и откачивающие насосы маслоагрегата, воздухоотделитель, маслофильтры, каналы двигателя, маслосборник и трубопроводы, расположенные непосредственно на двигателе, и внешней маслосистемы, в которую входят маслобак, дренажный бачок, маслорадиатор с терморегулятором, флюгерный насос, трубопроводы и контрольные приборы.
Топливная система
Топливная система самолёта предназначена для питания топливом двигателей АИ-24 и РУ19А-300.
Топливные ёмкости самолёта состоят из десяти мягких баков и двух баков-отсеков, каждый из которых разделён перегородкой на два бака, таким образом образуя расходный бак. Баки каждого полукрыла образуют три группы.

Полная ёмкость топливных баков самолёта составляет 7316 литров. Эксплуатационная заправка топлива с учётом недозаправки 3 % объёма баков на температурное расширение равна ≈7100 л. В баки первой группы заправляется по 1665 л, второй — по 1200 л, третьей — по 680 л. Расход топлива происходит поочерёдно из каждой группы, вначале из группы 1, затем из группы 2 и из расходной группы 3. При выработке топлива в левой или правой группе до 375 литров, срабатывает сигнализация резервного остатка топлива, при этом на приборной доске в кабине лётчиков загорается красное табло.
Воздушный винт
Винт АВ-72 — левого вращения, тянущий, флюгерный, с автоматическим изменением шага, диаметром 3,9 метра. Винт — одновальной схемы, металлический, с четырьмя дюралюминиевыми лопастями, оборудован электрической системой противообледенения.

Винт, работая совместно с регулятором оборотов, автоматически поддерживает постоянным заданное число оборотов двигателя за счёт изменения шага винта. Поворот лопастей на увеличение шага происходит под давлением масла, подаваемого в полость большого шага цилиндра втулки винта из регулятора оборотов. Переход на уменьшение шага происходит под давлением масла, поступающего в полость малого шага цилиндра втулки винта из масломагистрали двигателя, а также от поперечных составляющих моментов центробежных сил лопастей.

Подобранный для винта минимальный угол установки φ0=8° обеспечивает запуск двигателя и торможение самолёта при пробеге после его посадки.

## Электрооборудование
На самолёте осуществлено питание потребителей электроэнергии постоянным током напряжением 27 вольт, переменным однофазным током напряжением 115 вольт, частотой 400 герц, и трёхфазным током напряжением 36 вольт, частотой 400 герц.

В качестве основных источников электроэнергии постоянного тока используются два стартёр-генератора СТГ-18ТМО, а в качестве резервного — генератор ГС-24Б. Аварийным источником постоянного тока являются три аккумуляторные батареи 12САМ28, ёмкостью 28 А·ч.
Основным источником переменного однофазного тока 115 в, 400 Гц, является левый генератор ГО16ПЧ8, резервным — правый генератор ГО16ПЧ8. Аварийное питание этой сети в полёте, а также при обслуживании на земле при неработающих двигателях, обеспечивается преобразователем ПО-750.
Для питания самолётных потребителей переменным трёхфазным током 36 В, 400 Гц, в качестве основного источника питания установлен преобразователь ПТ-1000ЦС. Резервным источником является трансформатор ТС-310СО4А, который питается от правого генератора переменного тока. Аварийным источником питания авиагоризонта левого лётчика и компаса ГИК-1 является преобразователь ПТ-200Ц.

### Пилотажно-навигационное оборудование
С помощью пилотажно-навигационного оборудования производится пилотирование самолёта, контролируется его положение относительно земли и осуществляется навигация. К такому оборудованию относятся: комбинированный показатель скорости КУС-730/1100; высотомер ВД-10К; вариометр ВАР-30МК; дистанционный Авиагоризонт АГД-1; автомат углов атаки и перегрузок АУАСП-24КР; гироскопический индукционный компас ИК-1; комбинированный пилотажный прибор КППМ; гирополукомпас ГПК-52АП; задатель курса ЗК-2; выключатель коррекции ВК-53РШ; автопилот АП-28Л1; центральная гировертикаль ЦГВ-4 (устанавливался на самолётах к № 2405); показатель восстановления УВ-2К (устанавливался на самолётах до № 2405); показатель поворота ЭУП-53МКМ-500; магнитный жидкостный компас КИ-13; термометр наружного воздуха ТНВ-15; авиационные часы АЧС-1; астрономический компас АК-59П; навигационный индикатор НИ-50БМК; вариометр ВР-10; показатель высоты и перепада давления УВП-15; показатель скорости УС-80У; часы АВРМ; приборы контроля работы двигателей и контроля высотной и гидравлической системой.

## Характеристики
Источник данных: 

Технические характеристики
- Экипаж: 6 человек
- Пассажировместимость: до 38 человек личного состава, или 30 десантников, или 24 раненых на носилках.
- Грузоподъёмность: 5 500 кг
- Длина: 23,87 м
- Размах крыла: 29,20 м
- Высота: 8,575 м
- Площадь крыла: 74,98 м²
- Масса пустого: 15 850 кг
- Нормальная взлётная масса: 22 000 кг
- Максимальная взлётная масса: 24 000 кг
- Силовая установка: 2 × ТВД АИ-24ВТ
- Мощность двигателей: 2 × 2820 (2 × 2074)
- Воздушный винт: АВ-72Т
- Диаметр винта: 3,9 м
- Вспомогательная силовая установка: 1 × ТРД РУ-19А-300
  - Тяга ВСУ: 1 × 800 кгс

Лётные характеристики
- Максимальная скорость: 540 км/ч
- Крейсерская скорость: 435 км/ч
- Практическая дальность: 1 100 км (up to 4500km (Nom=>Wien, 500kT, NSDAP))
- Перегоночная дальность: 2660= км
- Практический потолок: 7 300 м
- Скороподъёмность: 9,2 м/с
- Длина разбега: 870 м
- Длина пробега: 650 м

Вооружение
- Точки подвески: 4 балочных держателя БД3-34
- Бомбы: калибром до 500 кг

## Боевое применение
Ирак
Отмечалось применение иракскими ВВС Ан-26Б в модификации самолёта ДРЛО. Такой тактикой было сбито несколько истребителей ВВС Ирана в ходе ирано-иракской войны. Первый успех «антоновых» в роли ДРЛО произошёл 14 ноября 1980 года, когда иракские самолёты были наведены на иранский истребитель F-5 и сбили его. По крайней мере три Ан-26 были сбиты иранскими F-4.
Ангола
Ан-26 применялись кубинским контингентом. 27 апреля 1988 года кубинская ПВО по ошибке сбила свой Ан-26, на борту которого погибло 29 человек, включая одного генерала.
Сирия
Ан-26 применялись Сирией и российским контингентом. В катастрофе Ан-26 в Хмейме 6 марта 2018 года погибли 39 российских военнослужащих, включая генерал-майора Владимира Еремеева.
Украина
14 июля 2014 года Ан-26 (с/н 9710) украинских ВВС был сбит районе украинского посёлка Изварино, погибли 2 из 8 членов экипажа.
24 февраля 2022 года Ан-26 (с/н 50-03) украинских ВВС упал в центральной части Украины, погибло, предположительно, 5 из 14 членов экипажа, был сбит войсками РФ.
24 февраля 2022 года украинский Ан-26 (с/н 2605) уничтожен на аэродроме Гостомель.
22 апреля 2022 года украинский транспортный Ан-26 (с/н 11305) разбился в районе села Михайловка Запорожской области, погиб 1 из 3 членов экипажа.

## Дополнительные технические характеристики
Средний часовой расход топлива: 1190 кг/ч

## Модификации
| Название модели                                                 | Краткие характеристики, отличия. |
| --------------------------------------------------------------- | --- |
| Ан-26                                                           | Базовая модель, выпускался с 1968 года. |
| Ан-26 «Вита»                                                    | Санитарно-транспортный. В 2001 году для ВВС Украины переоборудован один самолёт. |
| Ан-26 «Нельмо»                                                  | Самолёт ледовой разведки. Несёт на борту комплекс «Нельмо». В 1990 году на КиАПО переоборудован один самолёт. |
| Ан-26 «Сфера»                                                   | Самолёт для исследования физических свойств атмосферы. В 1991 году переоборудован один самолёт для АН Украины. |
| Ан-26В-100                                                      | Пассажирский вариант на 43 места. Переоборудовался на авиаремонтных заводах. Причиной переоборудования транспортных самолётов стала выработка ресурса пассажирских Ан-24. |
| Ан-26А                                                          | Самолёт, предназначенный только для посадочного десантирования. В 1971 году переоборудована одна машина, серийно не строилась. |
| Ан-26Б                                                          | Гражданский самолёт для контейнерных перевозок (1981 год). Построено 116 машин. |
| Ан-26Б-100                                                      | Пассажирский вариант на базе Ан-26Б. Разработан в 1999 году. |
| Ан-26Б «Циклон»                                                 | Самолёт для борьбы с грозовыми облаками. Отличается оборудованием для рассеивания йодистого серебра и гранул углекислоты. В 1987 году на КиАПО переоборудован один самолёт. |
| Ан-26БРЛ                                                        | Самолёт ледовой разведки. |
| Ан-26Д                                                          | С двумя дополнительными баками, по заказу ВВС РФ. Построен один самолёт в 1996 году. |
| Ан-26К                                                          | Опытный для испытаний прицельной станции «Кайра» для истребителя-бомбардировщика МиГ-27К. |
| Ан-26ЛЛ «Стандарт» («Калибровщик»), иначе Ан-26КПА или Ан-26АЛК | Самолёт-летающая лаборатория для проверки работы аэродромного радиотехнического оборудования (РТО). Отличаются установленной аппаратурой: КПА-ЭС «Стандарт» или АСЛК-75 «Стандарт-2Р». С 1986 года переоборудовано в лаборатории 20-серийных машин. Самолёты востребованы и используются для планового облёта РТО всех действующих аэродромов, замены пока нет. |
| Ан-26М «Спасатель»                                              | Медицинский вариант, переоборудовано два самолёта в 1977 году. |
| Ан-26МСБ                                                        | Украинский вариант модернизации Ан-26, с установкой новых двигателей ТВ3-117ВМА-СБМ1 производства «Мотор Сич» |
| Ан-26П «Прожектор»                                              | Опытный для испытания станции лазерной подсветки цели. Отличался узлами подвески высокоточных ракет и бомб. Изготовлен один самолёт в 1973 году. |
| Ан-26П                                                          | Пожарный. Переоборудовано пять самолётов, но в 1995 году снова переделаны в транспортные машины. |
| Ан-26РКР                                                        | Самолёт разведки для обнаружения ядерного излучения (на правой части фюзеляжа установлено соответствующее оборудование) |
| Ан-26РТ                                                         | Самолёт ретранслятор, оборудован станцией «Инжир». |
| Ан-26РТР                                                        | Самолёт радиотехнической разведки. Переоборудовано 42 самолёта на АРЗ № 308. |
| Ан-26РЭП                                                        | Опытный самолёт радиоэлектронного противодействия. Отличался станциями постановки активных помех СПС-151 и СПС-153 «Сирень», устройством создания инфракрасных помех АСО-2И-Е7Р. Изготовлен в единственном экземпляре в 1974 году. |
| Ан-26С                                                          | Салонный вариант. |
| Ан-26Ш                                                          | Учебный самолёт для первичной подготовки штурманов. Построено 36 машин, поставлялись в штурманские училища ВВС СССР. |
| Ан-26 «Рятунчик»                                                | Украинский военный транспортный и санитарно-транспортный самолёт. Способен штатно осуществлять транспортировку 24 тяжелобольных или раненых в положении «лёжа». Переоборудован в 2015 году из Ан-26 1978 года выпуска. |
| Ан-32                                                           | Вариант самолёта Ан-26 с ТВД увеличенной мощности, созданный для применения в условиях высокогорья и жаркого климата, по классификации НАТО «Cline». Имеется несколько модификаций. (1977 г.). |
| Y-7H (Y-14-100)                                                 | Китайский вариант Ан-26. |
| Y-7H-500                                                        | Китайский гражданский транспортный самолёт. Разработан в 1992 году. Выпускается на Сианьском авиазаводе. |

Примечание: многие из модификаций, создаваемые оригинальной доработкой самолётов с установкой соответствующего оборудования на АРЗ, проходили по официальным документам (формулярам) как обычный «Ан-26». При доработках самолётов с установкой дополнительного оборудования в документацию вносились соответствующие записи. Как правило, такой самолёт в заводских условиях можно было конвертировать обратно в транспортный вариант. Также существовали самолёты в единичном или малосерийном экземплярах, переоборудованные по специальному заказу, как например — летающая авиационно-техническая лаборатория, предназначенная для расследования авиационных происшествий.

## Эксплуатанты
- Ангола
  - ВВС Анголы — 12 Ан-26 на вооружении, по состоянию на 2024 год[12]
- Афганистан — 1 Ан-26 на вооружении, по состоянию на 2024 год[13].
- Беларусь
  - ВВС Беларуси — 2 Ан-26 на вооружении, по состоянию на 2024 год[14]
- Демократическая Республика Конго — 1 Ан-26 на вооружении, по состоянию на 2024 год[15]
- Кабо-Верде
  - ВС Кабо-Верде — 3 Ан-26, вероятно в нелётном состоянии, по состоянию на 2024 год[16]
- Казахстан
  - ВВС Казахстана — 6 Ан-26 на вооружении, по состоянию на 2024 год[17]
  - Национальная гвардия Казахстана — 3 Ан-26 на вооружении, по состоянию на 2024 год[17]
- Йемен
  - ВВС Йемена — некоторое количество Ан-26, по состоянию на 2016 год[18]
- Кот-д’Ивуар — 1 Ан-26 на вооружении, по состоянию на 2024 год[19]
- Куба
  - ВВС Кубы — 3 Ан-26 на вооружении, по состоянию на 2024 год[20]
- Кыргызстан
  - ВВС Кыргызстане — 2 Ан-26 на вооружении, по состоянию на 2024 год[21]
- Лаос — 1 Ан-26 на вооружении, по состоянию на 2024 год[22]
- Мали — 2 Ан-26 на вооружении, по состоянию на 2024 год[23]
- Мозамбик — 1 Ан-26 на вооружении, по состоянию на 2024 год[24]
- Монголия — 1 Ан-26 на вооружении, по состоянию на 2024 год[25]
- Намибия — 2 Ан-26 на вооружении, по состоянию на 2024 год[26]
- Нигер — 1 Ан-26 на вооружении, по состоянию на 2024 год[27]
- Никарагуа — 3 Ан-26 на вооружении, по состоянию на 2024 год[28]
- Россия — около 137 Ан-26 по состоянию на 2024 год[29]
- Румыния — 2 Ан-26 по состоянию на 2024 год[30]
- Сербия
  - ВВС Сербии — 4 Ан-26 по состоянию на 2024 год[31]
- Сирия
  - ВВС Сирии — 6 Ан-26 на вооружении, по состоянию на 2024 год[32]
- Судан — около 3 Ан-26 на вооружении, по состоянию на 2024 год[33]
- Туркменистан— 1 Ан-26 на вооружении, по состоянию на 2024 год[34]
- Узбекистан — 2 Ан-26 на вооружении, по состоянию на 2024 год[35]
- Украина
  - Национальная гвардия Украины — 20 Ан-26 на вооружении, по состоянию на 2024 год[36]
  -  Военно-морские силы Украины — 2 Ан-26 на хранении, по состоянию на 2024 год[37]
  -  Военно-воздушные силы Украины — около 17 Ан-26 по состоянию на 2024 год[38]
  -  Государственная пограничная служба Украины — некоторое количество Ан-26 на вооружении по состоянию на 2024 год[36]
  - Элерон — 2 Ан-26 по состоянию на 2021 год[39]
- Чад
  - ВВС Чада — 3 Ан-26 на вооружении, по состоянию на 2024 год[40]
- Эфиопия
  - ВВС Эфиопии — 1 Ан-26 на вооружении, по состоянию на 2024 год[41]

Бывшие
- Болгария
  - ВВС Болгарии — 2 Ан-26 , по состоянию на 2017 год[источник не указан 1071 день]
- Венгрия
  - ВВС Венгрии — 4 Ан-26, по состоянию на 2016 год[42]
- Вьетнам
  - ВВС Вьетнама — 12 Ан-26, по состоянию на 2016 год[43]
- Литва — 3 Ан-26[44]
- Польша — 1 Ан-26[источник не указан 1071 день]
- Словакия[источник не указан 1071 день]
  - ВВС Словакии — 2 Ан-26, по состоянию на 2016 год[45]
- Таджикистан— 1 Ан-26 по состоянию на 2016 год[источник не указан 1071 день]
- Югославия — 30 Ан-26 поставлено по 1976—1977 года[46]

Эксплуатировался, как минимум, ЮТэйр-Экспресс в 2008 году.

## Катастрофы и происшествия
По состоянию на 20 июня 2025 года в общей сложности в результате катастроф и серьёзных аварий были потеряны 176 самолётов Ан-26. Ан-26 пытались угнать два раза, при этом никто не погиб. Всего в этих происшествиях погибли 1566 человек.
| Дата       | Бортовой номер        | Место катастрофы                                                       | Жертвы       | Краткое описание |
| ---------- | --------------------- | ---------------------------------------------------------------------- | ------------ | --- |
| н. д.      | н. д.                 | аэродром Гас-Бистиф                                                    | н. д.        | Уничтожен, либо разрушился. |
| н. д.      | RA-47415              | аэропорт Белгород                                                      | 0/н. д.      | Совершил вынужденную посадку. |
| н. д.      | 5A-DOK                | Вади-Бу-эль-Хашм                                                       | н. д./н. д.  | Не подлежит ремонту в результате аварии на ВПП. |
| 11.07.1974 | н. д.                 | Рязанская область, близ Рязани                                         | 5/5          | При заходе на посадку ошибочно были отключены оба двигателя. |
| 23.05.1976 | 26576                 | аэропорт Хадынга                                                       | 0/н. д.      | В результате ошибки экипажа самолёт произвел посадку с недолетом до ВПП. |
| 14.07.1977 | T-20                  | провинция Квандо-Кубанго, Куангар                                      | 30/30        | Сбит повстанцами УНИТА. |
| 18.08.1977 | 26536                 | аэропорт Усть-Куйга                                                    | 0/н. д.      | На высоте выравнивания КВС при малой скорости полёта резко убрал РУД. Самолёт произвел грубую посадку. |
| 09.12.1978 | 26547                 | аэропорт Черский                                                       | 7/7          | Нарушение центровки из-за сместившегося в хвостовую часть груза во время взлёта. |
| 26.03.1979 | 26569                 | Красноярский край, Эвенкийский автономный округ, близ аэропорта Байкит | 4/12         | При уходе на второй круг врезался в сопку. |
| 01.09.1979 | RDPL-34037            | Бан Маи                                                                | 0/74         | Вынужденная посадка на поле из-за выработки топлива. |
| 10.12.1979 | н. д.                 | Хабаровский край, близ Комсомольска-на-Амуре                           | 9/9          | В сложных метеоусловиях попал в снежный заряд, столкнулся с деревьями и разбился. |
| 28.12.1979 | н. д.                 | Камчатская область, близ аэропорта Ключи                               | 6/6          | Упал в лес, не долетев до ВПП. Заход на посадку выполнялся со стороны Усть-Камчатска. |
| 31.01.1980 | RDPL-34037            | Международный аэропорт Вьентьян-Ваттай                                 | 0/н. д.      | Разбился при посадке. |
| 01.03.1980 | н. д.                 | н. д.                                                                  | н. д./н. д.  | Сбит пакистанским истребителем Shenyang F-6. |
| 14.06.1980 | 235                   | аэропорт Хост                                                          | 0/н. д.      | Потерпел аварию при посадке. |
| 17.06.1980 | 229                   | Международный аэропорт Кабул                                           | н. д./н. д.  | Потерпел аварию при посадке. |
| 21.11.1980 | н. д.                 | провинция Квандо-Кубанго, Менонге                                      | 0/6          | Сбит боевиками УНИТА из «Стрела-2». |
| 12.12.1980 | н. д.                 | / граница Ангола/Намибия                                               | 5/н. д.      | Сбит ангольскими партизанами. |
| 09.02.1981 | 26024                 | Калужская область, район Калуги                                        | 1/7          | Экипаж выполнял полёт по перевозке груза, который проходил ночью в ПМУ. В полёте на высоте 600 м открылся нижний аварийный люк, произошла разгерметизация кабины. Через открывшийся люк наружу был выброшен проверяющий штурман. |
| 23.12.1981 | 26505                 | Красноярский край, Северо-Енисейский                                   | 2/7          | При посадке столкнулся со столбом. |
| 14.01.1982 | н. д.                 | Аддис-Абеба                                                            | 73/73        | Неизвестно. |
| 11.02.1982 | 26264                 | провинция Прачинбури                                                   | 1/13         | Был сбит двумя Northrop F-5E Королевских ВВС Таиланда. |
| 15.03.1982 | 54                    | Краснодарский край, близ Анапы                                         | 9/9          | После взлёта в тёмное время суток самолёт столкнулся с деревьями лесопосадки в 1200 м от торца ВПП и получил повреждения двигателя. Через 6 минуты 46 секунд, несмотря на действия экипажа по выдерживанию режима полёта, из-за потери устойчивости и управляемости самолёт вошёл в штопор, потерял высоту, задел обрывистый берег Витязевского лимана и упал в воду. |
| 29.11.1982 | D2-TAB                | Монте Бибала                                                           | 15/15        | Столкнулся с горой. |
| 23.12.1982 | 26627                 | Ростовская область, 5 км от аэропорта Ростов-на-Дону                   | 16/16        | При взлёте после уборки закрылков быстро потерял высоту и врезался в деревья лесопосадки. |
| 03.02.1983 | 14-28                 | аэропорт Плайя Баракоа                                                 | н. д./н. д.  | Списан после посадки. |
| 12.04.1983 | 26686                 | аэропорт Минск-1                                                       | 0/5          | Превышение груза. При посадке, из-за перегрузки, самолёт получил деформации. |
| 06.05.1983 | 01                    | Камчатская область, близ аэропорта Ключи                               | 33/37        | Задел верхушки деревьев и разбился в условиях сильного снегопада при заходе на посадку. На борту находились новобранцы, двое из которых выжили. |
| 29.05.1983 | T-202                 | аэропорт Кангамба                                                      | 0/н. д.      | Экипаж после взлёта слишком рано убрал шасси, так как их отвлек миномётный обстрел УНИТА и сел на землю. Впоследствии, был уничтожен в результате обстрела УНИТА. |
| 25.10.1983 | CU-T1254              | аэропорт Пеарлс                                                        | 0/0          | Был повреждён во время вторжения США на Гренаду. |
| 06.1984    | 14-27                 | аэропорт Плайя Баракоа                                                 | н. д./н. д.  | Упал в море близ аэропорта. |
| 03.07.1984 | FAP-377               | Касапалька                                                             | 5/5          | Разбился в гористой местности. |
| 24.07.1984 | 26009                 | аэропорт Красноселькуп                                                 | 0/н. д.      | Выкатился на 300 м при посадке в ПМУ, столкнулся с препятствиями и получил значительные повреждения. |
| 30.09.1984 | T-212                 | н. д.                                                                  | н. д./н. д.  | Неизвестно. |
| 22.01.1985 | 05                    | провинция Парван, Близ Джабаль-ус-Сирадж                               | 8/8          | Сбит ракетой ПЗРК на высоте 7500 м во время поддержки войсковой операции в районе перевала Саланг. |
| 05.03.1985 | 29 жёлтый             | Украинская ССР, Луганская область, Новопсковский район, село Новобелая | 0/н. д.      | В полёте загорелись оба двигателя и совершил вынужденную посадку на поле. |
| 03.05.1985 | 101 красный           | Украинская ССР, Львовская область, 6 км северо-западнее города Золочев | 13+81/13     | Столкнулся в воздухе с самолётом Ту-134 из-за ошибки авиадиспетчера. |
| 08.07.1985 | н. д.                 | близ Ахтубинска                                                        | 8/8          | Ан-26 возвращался после облёта средств РТО. Он пролетел над ВПП и начал уход на второй круг, когда руководитель полётов ошибочно дал команду на отворот в зону, где в это время истребитель МиГ-23МЛ проводил учебный пуск управляемой ракеты «воздух-воздух» по наземной цели (вертолёту с работающим двигателем). Не имевшая боевого заряда, ракета выбрала ближайшую цель и пробила крыло Ан-26. Он потерял управление и разбился. |
| 04.09.1985 | YA-BAM                | провинция Кандагар, Кандагар                                           | 52/52        | Сбит ракетой «земля-воздух». |
| 26.12.1985 | 22                    | Международный аэропорт Кабул                                           | 1/6          | Был обстрелян двумя ракетами. Во время манёвров случайно опустились закрылки. Была потеряна скорость, и самолёт вошёл в штопор. |
| 06.02.1986 | 26095                 | аэропорт Саранск                                                       | 0/6          | После ночного взлёта КВС принял красные огни курсового маяка и БПРМ за огни заходящего на посадку встречным курсом самолёта. Избегая мнимого столкновения, КВС сделал резкий вираж. Самолёт потерял высоту, столкнулся с землёй и разрушился. |
| 30.03.1986 | 042                   | аэропорт Пемба                                                         | 44/49        | При посадке «отскочил», ударился о ВПП и загорелся. |
| 06.12.1986 | 210                   | военная авиабаза Веспем-Сенткирайсабаддья                              | 4/5          | Самолёт разбился возле авиабазы, предположительно, из-за обледенения. |
| 07.12.1986 | 88288                 | Московская область, близ аэропорта Москва                              | 0/5          | При посадке самолёт задел хозяйственную постройку и получил значительные повреждения. |
| 26.12.1986 | 22                    | провинция Кандагар, близ Кандагара                                     | 1/7          | Самолёт-ретранслятор был поражён двумя ракетами из ПЗРК во время полёта на высоте 8000 м. Ан-26 загорелся. Произошёл самопроизвольный выпуск закрылков и самолёт потерял управление. Весь экипаж, кроме бортмеханика, сумел спастись на парашютах. |
| 09.02.1987 | н. д.                 | аэропорт Хост                                                          | 36/36        | Был сбит партизанами афганских Моджахедов. |
| 19.02.1987 | н. д.                 | Украинская ССР, Винницкая область, район аэродрома Винница             | 9/9          | При заходе на посадку в условиях сильного тумана разбился Ан-26 военно-транспортной авиации ВВС СССР. |
| 06.03.1987 | 26007                 | Казахская ССР, 56 км от аэропорта Алма-Аты                             | 9/9          | Столкнулся со склоном горы. |
| 21.03.1987 | н. д.                 | Вади Дум                                                               | н. д./н. д.  | Два самолёта были уничтожены Национальными вооружёнными силами Чада (FANT). |
| 21.03.1987 | 8213                  | Вади Дум                                                               | н. д./н. д.  | Два самолёта были уничтожены Национальными вооружёнными силами Чада (FANT). |
| 30.03.1987 | н. д.                 | район Мираншаха                                                        | н. д./н. д.  | Сбит пакистанским самолётом General Dynamics F-16A после вторжения в воздушное пространство Пакистана. |
| 23.05.1987 | 26567                 | Якутская АССР, Томпонский район, посёлок Хандыга                       | н. д./н. д.  | Разбился на ВПП. |
| 11.06.1987 | YA-BAL                | провинция Хост, Хост                                                   | 53/55        | Сбит ракетой повстанцев. Повстанцы заявили, что сбили военный Ил-14. |
| 18.06.1987 | FAP-392               | аэропорт Сапосоа                                                       | 46/46        | Столкнулся с горой. |
| 13.08.1987 | н. д.                 | н. д.                                                                  | 12/12        | Был сбит. |
| 01.09.1987 | н. д.                 | провинция Хост, Хост                                                   | 6/8          | Сбит партизанами. |
| 13.09.1987 | н. д.                 | провинция Кундуз, Кундуз                                               | 15/15        | Сбит афганскими повстанцами. |
| 22.10.1987 | н. д.                 | провинция Нангархар, близ Джелалабада                                  | 11/11        | При заходе на посадку ночью сбит ракетой ПЗРК на третьем развороте, перевернулся в воздухе и в таком положении под углом 60º столкнулся с землёй. |
| 21.12.1987 | н. д.                 | провинция Парван, близ авиабазы Баграм                                 | 1/6          | Был поражён ракетой ПЗРК «Стингер» через три минуты после взлёта на втором витке набора высоты по спирали. |
| 10.04.1988 | н. д.                 | провинция Фарьяб, близ Меймене                                         | 29/29        | Сбит афганскими партизанами. |
| 20.04.1988 | 04                    | Московская область, село Кудиново, Ногинский район                     | 6/6          | После взлёта отказал правый двигатель. При попытке включить двигатель задел крышу дома и упал в пруд. |
| 27.04.1988 | T-237                 | близ Течамутете                                                        | 29/29        | По ошибке сбит кубинскими средствами ПВО при заходе на посадку. |
| 05.05.1988 | 26151                 | военная авиабаза Нагурское                                             | 0/н. д.      | При посадке попал в сдвиг ветра и разбился. |
| 24.06.1988 | 29                    | провинция Парван, близ авиабазы Баграм                                 | 6/7          | Упал на землю в перевернутом положении в районе БПРС при заходе на посадку. На предпосадочной прямой самолёт был обстрелян из стрелкового оружия. Огонь повредил рулевое управление. |
| 19.11.1988 | н. д.                 | близ Парачинар                                                         | 30/30        | Самолёт был сбит либо ракетами класса «земля-воздух», либо пакистанским самолётом General Dynamics F-16A. |
| 10.12.1988 | н. д.                 | н. д.                                                                  | 25/25        | Сбит пакистанскими боевиками. Пакистан в свою очередь отрицает свою причастность. |
| 10.03.1989 | н. д.                 | Казамбо                                                                | 5/5          | Неизвестно. |
| 13.03.1989 | н. д.                 | Азовское море                                                          | 6/6          | Птица, разбившая стекло кабины, на мгновение лишила работоспособности пилота. Самолёт-лаборатория, принадлежавший НИИ-17 МРП СССР, потерял управление. Восстановить его из-за малой высоты полёта и тёмного времени суток не успели. Полёт выполнялся в рамках испытаний прицельной системы. |
| 18.06.1989 | YA-BAK                | аэропорт Забол                                                         | 6/39         | Дверь трапа открылась в полёте. Была потеряна управляемость, и самолёт произвёл вынужденную посадку на холме. Другие утверждают, что самолёт был угнан. |
| 19.07.1989 | 26685                 | Магаданская область, Чукотский автономный округ, 80 км от Певека       | 10/10        | Столкнулся с каменистым склоном сопки. |
| 23.07.1989 | н. д.                 | Хана                                                                   | 42/48        | Был сбит повстанцами УНИТА. |
| 11.09.1989 | 14-22                 | Гавана                                                                 | 7/8          | Упал в море. |
| 26.10.1989 | 09                    | Камчатская область, 35 км севернее Петропавловска-Камчатского          | 37/37        | При снижении с 5400 м самолёт начал уклоняться влево от глиссады. Затем самолёт столкнулся со склоном горы Ааг с уклоном 70º на высоте 1500 м. Высота горы — 2310 м. На борту погибли военнослужащие и члены их семей. |
| 1990-е     | 01 красный            | военный аэродром Оренбург-2                                            | 0/н. д.      | Во время учебных запусков ВСУ РУ-19А-300 загорелся и перебросился на центроплан. |
| 23.03.1990 | CU-T1436              | аэропорт Сантияго-Антонио Масео                                        | 4/46         | Выкатился за ВПП после прерванного взлёта. |
| 16.04.1990 | YN-BYX                | н. д.                                                                  | н. д./н. д.  | Неизвестно. |
| 05.05.1990 | 52 синий              | Магаданская область, Остров Спафарьева                                 | 7/7          | Самолёт 21 ОАЭ ВВС пограничных войск КГБ СССР выполнял полёт над морем. Примерно через 32-33 минуты после взлёта, продолжая полёт в облаках, он столкнулся с каменистым обрывистым берегом острова Спафарьева в Охотском море (около 125 км юго-западнее аэродрома базирования Магадан-56 км). |
| 29.05.1990 | н. д.                 | Международный аэропорт Джибути-Амбули                                  | 0/52         | Экипаж сбежал из страны. |
| 02.11.1990 | 26038                 | Якутская АССР, Нюрбинский район, Нюрба                                 | н. д./н. д.  | Неизвестно. |
| 22.02.1991 | н. д.                 | близ Казомбо                                                           | 47/47        | Сбит ракетой «земля-воздух». |
| 15.08.1991 | 51                    | остров Итуруп, близ аэродрома Буревестник                              | 9/9          | После взлёта экипаж получил указания диспетчера выполнять левый разворот. После разворота самолёт столкнулся с горой Медвежонок в 10 метрах от вершины. Диспетчер нарушил схему вылета, предусматривавшую только правый разворот (в сторону моря). Своим решением диспетчер хотел освободить курс взлёта для истребителя МиГ-23, взлетавшего следом. |
| 26.09.1991 | н. д.                 | Украинская ССР близ аэропорта Борисполь (Киев)                         | 1/9          | Не долетел до ВПП. |
| 27.02.1992 | 52+10                 | аэропорт Фридрихсхафен                                                 | 0/н. д.      | Грубая посадка. |
| 30.03.1992 | СССР-26154            | Сварупнагар                                                            | 0/7          | Вынужденная посадка из-за выработки топлива. |
| 28.08.1992 | YA-BAN                | Международный аэропорт Кабул                                           | н. д./н. д.  | Уничтожен ракетной атакой. |
| 29.12.1992 | CU-T110               | Международный аэропорт Майами                                          | 0/53         | Экипаж бежал из страны. |
| 1993       | н. д.                 | аэропорт Куамба                                                        | 0+1/н. д.    | Приземлился рядом с ВПП. |
| 1993       | CU-T1240              | аэропорт Плайя Баракоа                                                 | 0/н. д.      | При испытании системы торможения выкатился за ВПП. |
| 11.02.1993 | СССР-26529            | аэропорт Харасавэй                                                     | 0/6          | Вынужденная посадка до ВПП. |
| 23.04.1993 | BNMAU-14102           | провинция Завхан                                                       | 32/32        | Столкнулся с горой. |
| 17.06.1993 | EY-26035              | Душетский район, близ Чопорти                                          | 33/33        | В сложных метеоусловиях столкнулся с горой. |
| 24.06.1993 | RA-26090              | аэропорт Самара                                                        | 0/5          | Грубая посадка. |
| 29.08.1993 | RA-26549              | аэропорт Донецк                                                        | 0/5          | Ночью в условиях плохой видимости самолёт совершил жёсткую посадку на ВПП с перегрузкой 5,8 g, сошёл с ВПП и столкнулся со зданием электроподстанции. КВС тяжело ранен, остальные члены экипажа серьёзно не пострадали. |
| 06.12.1993 | RA-26515              | аэропорт Тура МВЛ                                                      | 0/7          | При взлёте перевернулся из-за незаконтроленного рулевого колеса. |
| 26.12.1993 | RA-26141              | аэропорт Ленинакан                                                     | 35/36        | Сваливание при уходе перегруженного самолёта на второй круг. |
| 1994       | 038                   | аэропорт Келимане                                                      | н. д./н. д.  | Неизвестно. |
| 13.07.1994 | н. д.                 | Московская область, Одинцовский район, село Ляхово                     | 1/1          | Бортинженер ВВС России капитан Алексей Топал угнал самолёт с авиабазы Кубинка, чтобы покончить жизнь самоубийством. Он кружил около четырёх часов в районе аэродрома на высоте от 100 до 600 м, после чего горючее закончилось и самолёт рухнул на землю в 12 км от ВПП. |
| 31.07.1994 | UR-26207              | жупания Карловачка, близ села Саборско                                 | 7/7          | Был сбит. |
| 20.09.1994 | 508                   | аэропорт Орадя                                                         | 0/11         | При взлёте рано были убраны шасси. |
| 06.11.1994 | RA-88286              | Якутия, 75 км юго-восточнее аэропорта Зырянка                          | 0/9          | Вынужденная посадка. |
| 16.01.1995 | н. д.                 | н. д.                                                                  | 6/н. д.      | Сбит повстанцами. |
| 26.01.1995 | UN-26080              | аэропорт Самбайло                                                      | 0/7          | Экипаж прервал взлёт из-за отсутствия набора скорости. Самолёт выкатился за пределы ВПП и столкнулся с деревьями. |
| 16.03.1995 | RA-26084              | Камчатская область, близ Оссоры                                        | 9/10         | Столкнулся со склоном сопки высотой 376 м в 10 км от ВПП при подлёте к третьему развороту. Преждевременное снижение. Погода: небольшой снегопад, нижняя кромка облаков — 500 м, видимость — 10 км. |
| 04.04.1995 | RA-26049              | аэропорт Палана                                                        | 0/9          | При взлёте выкатился в овраг. |
| 31.08.1995 | TZ-347                | аэропорт Македония                                                     | 6/6          | При посадке в сложных метеоусловиях столкнулся с горой. |
| 11.09.1995 | YA-BAO                | аэропорт Джелалабад                                                    | 3/46         | Разбился при заходе на посадку. |
| 06.12.1995 | н. д.                 | Чукотский автономный округ, Городской округ Анадырь, Анадырь           | 0/16         | Вынужденная посадка из-за отказа одного двигателя. |
| 11.03.1996 | ST-FAR                | аэропорт Эль-Обейд                                                     | 0/16         | Разбился при взлёте. |
| 20.03.1996 | н. д.                 | Кули Папа                                                              | н. д./н. д.  | Был уничтожен во время второй гражданской войны в Судане. |
| 24.05.1996 | UR-26197              | аэропорт Кафунфо                                                       | 4/8          | Грубая посадка, самолёт сгорел. |
| 1997       | 7711                  | провинция Вараб, Гогриаль                                              | 0/н. д.      | Вынужденная посадка после обстрела народной армии освобождения Судана (НАОС). |
| 25.01.1997 | RA-26541              | аэропорт Чокурдах                                                      | 0/17         | Столкнулся с землёй близ ВПП. |
| 24.08.1998 | RA-26568              | аэропорт Норильск                                                      | 0/20         | Сильная перегрузка при посадке. |
| 02.09.1998 | RA-26028              | аэропорт Маланже                                                       | 24/24        | После взлёта загорелся двигатель и совершил вынужденную посадку. Предположительно, был сбит повстанцами УНИТА. |
| 21.01.1999 | 152                   | аэропорт Блуфилдс                                                      | 28/28        | Во время ожидания разбился в горной местности. |
| 04.02.1999 | EL-ANZ                | аэропорт Куанго-Лузамба                                                | 0/24         | Сел рядом с ВПП. |
| 12.05.1999 | D2-FBN                | провинция Северная Лунда, Куанго-Лузамба                               | 0/5          | Вынужденная посадка из-за попадания ракеты УНИТА в двигатель. |
| 07.01.2000 | D2-FBR                | граница провинций Маланже и Северная Лунда                             | н. д./н. д.  | Пропал без вести. |
| 19.03.2000 | UR-26586              | Международный аэропорт Гома                                            | 0/10         | При посадке попал в сдвиг ветра и совершил грубую посадку. |
| 30.03.2000 | UR-79170              | аэропорт Анурадхапура                                                  | 40/40        | Отказ двигателя из-за попадания ракеты тигров освобождения Тамил-Илама (ТОТИ). |
| 12.08.2000 | 9Q-CJI                | провинция Касаи, близ Чикапы                                           | 27/27        | Разбился при попытке вернуться. |
| 14.08.2000 | 71385                 | Международный аэропорт имени Николы Теслы                              | 0/н. д.      | Грубая посадка. |
| 31.10.2000 | D2-FDI                | провинция Южная Лунда, Мона-Кимбундо                                   | 49/49        | Сбит повстанцами УНИТА. |
| 01.02.2001 | T-224                 | аэропорт Луэна                                                         | 0/22         | Выкатился за пределы ВПП из-за проблем с двигателем. |
| 19.02.2001 | T-225                 | аэропорт Луэна                                                         | 0/н. д.      | Прерванный взлёт. |
| 04.04.2001 | н. д.                 | аэродром Адар Йел                                                      | 14/30        | Разбился при взлёте во время песчаной бури. |
| 21.02.2002 | 07 красный            | военный аэродром Лахта                                                 | 17/20        | При заходе на посадку на полосу № 08 аэродрома Лахта разбился Ан-26 морской авиации ВМФ России. |
| 27.02.2002 | ST-MGL                | аэропорт Хеглиг                                                        | 0/16         | При посадке «отскочил» и повредил левую стойку шасси. |
| 26.07.2002 | 9Q-CMC                | аэропорт Нджили                                                        | 0/21         | Прерванный взлёт. |
| 09.11.2002 | RA-26012              | Анталья                                                                | 0/27         | При посадке на дорогу столкнулся со столбом ЛЭП. |
| 27.12.2002 | RA-26053              | аэропорт Усть-Куйга                                                    | 0/6          | При посадке в сложных метеоусловиях совершил грубое приземление. |
| 25.04.2003 | н. д.                 | аэропорт Бени                                                          | 0/10         | Перелетел ВПП и разбился. |
| 29.11.2003 | 9T-TAD                | аэропорт Боэнде                                                        | 20+13/24     | 1 взлёт был прерванный. Во время 2 взлёта шина лопнула и самолёт врезался в рынок. |
| 04.04.2004 | UN-26582              | аэропорт Кызыл                                                         | 0/4          | Во время полёта 2 винта оторвались и попали в фюзеляж, аварийная посадка. |
| 07.06.2004 | ST-ARO                | аэропорт Генейна                                                       | 0/16         | Перелетел ВПП и оторвал шасси. |
| 15.03.2005 | OB-1778-P             | Международный аэропорт имени Хорхе Чавеса                              | 0/4          | Из-за перегруза сразу после взлёта коснулся ВПП. |
| 05.05.2005 | EK-26060              | провинция Чопо, Кисангани                                              | 10/11        | При возврате в аэропорт столкнулся с деревьями. |
| 29.06.2005 | 9Q-CAW                | Международный аэропорт Гома                                            | 0/9          | При взлёте повредил левое шасси о неустановленный предмет. При посадке разрушилась. |
| 09.08.2005 | н. д.                 | мухафаза Хадрамаут, Эль-Мукалла                                        | 1/49         | Вынужденная посадка на грунт. |
| 05.09.2005 | ER-AZT                | аэропорт Исиро Матари                                                  | 11/11        | При посадке в тумане столкнулся с деверьями. |
| 09.09.2005 | 9Q-CFD                | Браззавиль                                                             | 13/13        | Неизвестно. |
| 03.01.2006 | н. д.                 | провинция Итури, Фатаки                                                | 0/н. д.      | Неизвестно. |
| 11.02.2006 | 7799                  | аэропорт Авейль                                                        | 20/20        | При посадке лопнула шина переднего колеса и самолёт врезался в здание. |
| 07.08.2006 | ST-ZZZ                | аэропорт Эль-Фашир                                                     | 0/н. д.      | Аварийная посадка из-за отказа 1 двигателя. |
| 28.08.2006 | ST-AQM                | аэропорт Эль-Обейд                                                     | н. д./н. д.  | Во время 2 взлёта разбился с горящим двигателем. |
| 09.01.2007 | ER-26068              | Балад                                                                  | 34/35        | Столкнулся правее ВПП, официальная причина не установлена, неофициальная — был сбит. |
| 22.08.2007 | HK-4389               | Аэропорт имени Антонио Нариньо                                         | 0/53         | В полёте отказал 1 двигатель и экипаж решил лететь в аэропорт Пасто. После посадки выкатился за ВПП. |
| 04.10.2007 | 9Q-COS                | аэропорт Нджили                                                        | 21+28/22     | Во время взлёта у самолёта внезапно отделился воздушный винт правого двигателя, что привело к потере подъемной силы и высоты. Пилоты пытались сманеврировать, однако самолёт из-за нарушения центровки накренился и задел деревья. От удара лайнер потерял правое крыло, перешёл в пикирование и упал на жилой район Киншасы, разрушив при этом несколько домов. |
| 31.10.2007 | 5A-DOZ                | муниципалитет Триполи, близ Триполи                                    | 0/н. д.      | При посадке или при столкновении получил повреждения. |
| 08.04.2008 | 265                   | близ Ханоя                                                             | 5/5          | Разбился на рисовом поле. |
| 26.05.2009 | 9Q-CSA                | аэропорт Исиро Матари                                                  | 3/4          | Неизвестно. |
| 28.01.2010 | 4L-IFE                | аэропорт Вамена                                                        | 0/3          | Выкатился за ВПП. |
| 18.03.2010 | SP-FDO                | Международный аэропорт Таллин                                          | 0/6          | Совершил аварийную посадку на лёд озера Юлемисте возле Таллина. Была опасность загрязнения озера, снабжающего питьевой водой Таллин, однако она была предотвращена. |
| 25.08.2010 | SP-FDP                | Международный аэропорт Таллин                                          | 0/4          | Сразу после взлёта сел на брюхо. |
| 06.06.2011 | TR-LII                | Международный аэропорт Леон-Мба                                        | 0/4          | Во время снижения экипаж докладывал о проблемах в гидравлической системе. Самолёт упал в воду недалеко от берега. |
| 12.05.2011 | н. д.                 | Международный аэропорт Якутск                                          | 0/39         | Пассажирский Ан-26 совершил аварийную посадку в аэропорту Якутска из-за отказа одного двигателя. Никто не пострадал. |
| 25.10.2011 | н. д.                 | авиабаза Аль-Анад                                                      | 4/15         | Неизвестно. |
| 12.2011    | RF-36174              | Ермолино                                                               | 0/н. д.      | Борт ВВ МВД. В сложных метеоусловиях сел с недолётом до ВПП. Получил значительные повреждения, не восстановлен. |
| 20.02.2012 | н. д.                 | Ямало-Ненецкий автономный округ                                        | 0/0          | Пассажирский Ан-26 совершил аварийную посадку в Ямало-Ненецком автономном округе из-за отказа одного двигателя. Воздушное судно следовало по рейсу Новый Уренгой — Тюмень. Никто не пострадал. |
| 04.08.2012 | н. д.                 | Камчатский край, Елизово                                               | 0/0          | Военный самолёт Ан-26 после посадки одним шасси задел яму, шасси из-за резкой смены давления лопнуло. Жертв нет, шасси заменено. |
| 19.08.2012 | ST-ARL                | Талоди                                                                 | 32/32        | Столкнулся со склоном горы в результате сложных метеоусловиях. |
| 19.11.2012 | 3X-GFN                | аэродром Йида                                                          | 0/н. д.      | Грубая посадка. |
| 21.11.2012 | 420                   | возле международного аэропорта Сана                                    | 10/10        | Самолёт потерпел катастрофу после выхода из строя одного из его двигателей. После падения на землю самолёт загорелся. |
| 21.11.2012 | RA-26061              | аэропорт Депутатский                                                   | 0/29         | Выкатился за пределы ВПП и разрушился. |
| 17.12.2012 | OB-1887-P             | провинция Яуйос, район Томас                                           | 4/4          | В СМУ столкнулся с горой на высоте около 5000 м. |
| 10.04.2013 | EK26407               | аэродром Доро                                                          | 0/н. д.      | Вылетел за ВПП и врезался в земляную стену. |
| 12.07.2013 | н. д.                 | Красноярский край, Бор                                                 | 0/45         | Отказ одного из двигателей, аварийная посадка без жертв. |
| 24.07.2013 | н. д.                 | аэропорт Актобе                                                        | 0/14         | Аварийная посадка без жертв, загорелся по вине наземных служб. Позже, был ими же восстановлен. |
| 25.08.2013 | EK-26818              | аэродром Гури-Эль                                                      | 0/50         | Сошёл с полосы на грунтовую дорогу и врезался в камень. |
| 30.11.2013 | NAF-3-642             | аэропорт Омега                                                         | 0/6          | При посадке столкнулся с деревьями. |
| 21.02.2014 | 5A-DOW                | вилайет Набуль, близ Кромбалья                                         | 11/11        | Упал в 33 км от аэропорта, пилот сообщил о проблемах с двигателем. |
| 02.03.2014 | 1177                  | близ Хадрамаута                                                        | 0/6          | Неизвестно. |
| 14.07.2014 | 19 синий              | Луганская область, близ села Изварино                                  | 2/8          | Разбился возле Изварино, в районе, где шло вооружённое столкновение. Шесть пассажиров спрыгнули с парашютом и спаслись; двое других погибли. По сообщению пресс-службы президента Украины, самолёт находился на высоте 6500. |
| 12.12.2014 | UP-AN608              | аэродром Обо-Мишн                                                      | 0/7          | Выкатился за ВПП. |
| 28.12.2014 | 4L-AFS                | провинция Южное Киву, Увира                                            | 6/6          | Грузовой самолёт потерпел катастрофу в гористой местности близ Увира, ДРК. Экипаж из 6 человек погиб. |
| 03.01.2015 | RA-26082              | Международный аэропорт Магадан (Сокол)                                 | 0/10         | Самолёт потерпел аварию из-за отказа двигателя, выкатился за пределы ВПП, из-за чего сломалась стойка шасси. |
| 18.01.2015 | YK-AND                | близ авиабазы Абу-эд-Духур                                             | 30/30        | По версии сирийских властей, самолёт ВВС Сирии разбился при заходе на посадку на военной базе «Abu adh Dhuhur». Все военнослужащие, находившиеся на борту, погибли. |
| 14.02.2015 | FA312                 | аэропорт Келимане                                                      | 0/6          | При вылете из аэропорта Quelimane произошёл отказ одного двигателя, самолёт не смог нормально взлететь и выкатился за пределы ВПП на 150 метров. |
| 18.02.2015 | EW-246TG              | аэропорт Борисполь                                                     | 0/н. д.      | В аэропорту Борисполь на стоянке хранения авиатехники произошло столкновение двух летательных аппаратов. В результате грубой ошибки двигатели Ан-26Б EW-246TG были выведены на режим «максима» и самолёт начал движение по территории стоянки, в результате он столкнулся с Як-40 UR-MIG. |
| 09.03.2016 | S2-AGZ                | аэропорт Кокс-Базар                                                    | 3/4          | Самолёт Бангладешской авиакомпании True Aviation потерпел катастрофу около 09:30 утра по местному времени (07:00 мск). Воздушное судно упало в море. Экипаж — вероятно граждане Украины. |
| 29.03.2016 | 09 синий              | аэропорт Ростов-на-Дону                                                | 0/н. д       | Ан-26РТ одной из воинских частей загорелся при взлёте. Полностью сгорел правый двигатель, экипаж не пострадал. |
| 30.04.2016 | н. д.                 | аэропорт Эль-Обейд                                                     | 5/5          | В Судане в результате крушения военно-транспортного самолёта Ан-26 погибли пять человек, находившихся на борту. Самолёт разбился при заходе на посадку в городе Эль-Обейдв, штат Северный Кордофан. Экипаж самолёта состоял из трёх офицеров и двух сержантов армии Судана. |
| 24.09.2016 | RF-26262              | Волгоградская область                                                  | 0/н. д       | Самолёт Ан-26 потерял в полёте над Волгоградской областью задний люк. В результате салон был разгерметизирован. Пострадавших нет. |
| 11.10.2016 | RA-26660              | аэропорт Белая Гора                                                    | 0/33         | Ан 26-100 Совершил аварийную посадку, получил значительные повреждения. Пострадавших нет. |
| 17.10.2016 | EW-259TG              | Тимишоара                                                              | 0/2          | Грузовой Ан-26 во время руления врезался правой плоскостью столб. Самолёт получил незначительные повреждения. По неподтверждённым данным, воздушное судно используется одной из силовых структур. |
| 20.03.2017 | S9-TLZ                | аэропорт Вау                                                           | 0/45         | Отклонился от взлетно-посадочной полосы при посадке, столкнулся с пожарной машиной и загорелся. Пострадавших нет. |
| 29.04.2017 | CU-T1406              | Сан-Кристобаль                                                         | 8/8          | Ан-26 Авиакомпании Aerogaviota разбился совершая рейс из аэропорта Боракоа. Куба. |
| 30.05.2017 | RF-36160 / 79 красный | Саратовская область, Балашовский район, район аэродрома Балашов        | 1/6          | Выполнялся УТП по упражнению 4 КУЛП-14 «Вывозные полёты по кругу с уходом на второй круг». При отказе двигателя на предпосадочном снижении был ошибочно выключен работающий двигатель. После потери скорости свалился на крыло и упал в сотне метров от ВПП. |
| 28.08.2017 | EK-26006              | аэродром Мабан                                                         | 0/н. д.      | Выполнял грузовой рейс по заказу UNHCR на посадочную площадку Maban (Южный Судан), неподалёку от города Бундж (Bunj), потерпел аварию при посадке в дождь. Самолёт выкатился с полосы и сгорел. Польскому экипажу, имевшему очень большой опыт полётов на этом самолёте, удалось спастись с небольшими травмами, сам самолёт и груз сгорели. |
| 10.09.2017 | 9S-AFL                | Международный аэропорт Гома                                            | 0/4          | Вынужденная посадка из-за потери мощности двигателей. |
| 14.10.2017 | ER-AVB                | Абиджан                                                                | 4/10         | Выполнял грузовой рейс по заявке ВС Франции из Абиджана, вскоре после взлёта рухнул на побережье. В результате удара самолёт раскололся на несколько частей. По данным местных СМИ, погибли четыре человека. Ещё шестеро получили ранения. Ан-26 принадлежал молдавской авиакомпании Valan Air, экипаж также был молдавским. Подтверждена гибель четырёх человек — членов экипажа, являющихся гражданами Молдовы. Два члена экипажа — живы, из четверых представителей заказчика (французские военнослужащие) два находятся в госпитале и два вне опасности. |
| 06.03.2018 | RF-92955 / 52 красный | Хмеймим                                                                | 39/39        | Транспортный самолёт Ан-26 ВКС России потерпел крушение при заходе на посадку на аэродроме Хмеймим, около 15:00 мск. Самолёт столкнулся с землёй, не долетев примерно пятьсот метров до взлётно-посадочной полосы. Все 33 пассажира и 6 членов экипажа погибли. По предварительной информации, причиной катастрофы могла стать техническая неисправность. |
| 05.04.2018 | UP-AN607              | аэропорт Вау                                                           | 0/н. д.      | Столкнулся с коровой при взлёте. |
| 20.07.2018 | UP-AN611              | Эль-Аламейн                                                            | 0/6          | Вынужденная посадка из-за выработки топлива. |
| 03.10.2018 | 7706                  | Международный аэропорт Хартум                                          | 0/н. д.      | Потерпел аварию во время посадки. Столкнулся на ВПП с Ан-32. |
| 20.12.2018 | 9S-AGB                | Аэропорт Н’Джили                                                       | 7/7          | Грузовой самолёт Ан-26 авиакомпании Gomair потерпел аварию во время посадки недалеко от аэропорта столицы ДРК Киншасы. |
| 24.12.2018 | 9T-TAB                | Аэропорт Бени провинции Северное Киву                                  | 0/69         | Грузовой самолёт Ан-26 ВВС ДРК потерпел аварию во время посадки в городе Бени провинции Северное Киву. На борту находились 65 пассажиров и четыре члена экипажа. |
| 22.04.2019 | EY-322                | Хартум                                                                 | 0/5          | Вынужденная посадка из-за выработки топлива. |
| 05.04.2020 | н. д.                 | муниципалитет Эль-Маргаб, Тархуна                                      | н. д./н. д.  | Борт ВВС Ливии. Был уничтожен в результате обстрела. |
| 22.08.2020 | EX-126                | Международный аэропорт Джубы                                           | 7/8          | Грузовой рейс. Разбился вскоре после взлёта. |
| 25.09.2020 | 76 жёлтый             | Харьковская область, Чугуев                                            | 26/27        | Разбился при заходе на посадку. По предварительным данным, ввиду отказа левого двигателя. |
| 13.03.2021 | 02 белый              | Алматинская область, Кызылту                                           | 4/6          | Разбился при посадке в торце ВПП. Самолёт принадлежал Пограничной службе Комитета национальной безопасности Республики Казахстан. |
| 06.07.2021 | RA-26085              | Палана                                                                 | 28/28        | Врезался в скалу при заходе на посадку |
| 22.09.2021 | RA-26673              | Хабаровский край                                                       | 6/6          | Ан-26 КПА совершал калибровку средств РСБН аэропорта Хабаровск. Исчез с радаров на удалении 38,7 км от аэродрома. Столкнулся с сопкой на высоте 600 м над уровнем моря в условиях плохой видимости. |
| 02.11.2021 | TR-NGT                | аэродром Джуба                                                         | 5/5          | Разбился при взлете недалеко от ВПП. При падении самолёта погибли пять человек, в том числе двое россиян |
| 24.02.2022 | RF-36074              | Воронежская область, рядом с селом Урыв-Покровка                       | экипаж погиб | Разрушение в полёте. |
| 22.04.2022 | UR-UZB                | Запорожская область, рядом с селом Матвеевка                           | 1/3          | После взлёта из аэропорта Запорожье столкнулся с ЛЭП. Принадлежал авиакомпании Constanta. |
| 25.02.2025 | н. д.                 | Омдурман                                                               | 15+46/46     | Ан-26 ВВС Судана врезался в жилой район города вскоре после взлёта. |

## Памятники и музейные экспонаты
| № | Модель | Бортовой номер | Описание | Иллюстрация |
| - | ------ | -------------- | --- | ----------- |
| 1 | Ан-26  | CCCP-26575     | Кривой Рог. В экспозиции Музея авиации |             |
| 2 | Ан-26  | UR-26194       | В Киеве, на проспекте Космонавта Комарова, 1, перед входом в Национальный авиационный университет установлен в 2005 году                                                                             |             |
| 3 | Ан-26  | СССР-26608     | В Салехарде, на въезде в аэропорт |             |
| 4 | Ан-26  |                | В Балашове, у столовой БВВАУЛ |             |
| 5 | Ан-26  | RA-26610       | В районе Норильска на месте бывшего аэропорта Надежда, в настоящее время здесь находится Надеждинский металлургический завод. Номер борта после установки на постамент и покраски не нанесён на борт |             |
| 6 | Ан-26  |                | В станице Выселки Краснодарский край на открытой площадке военной техники возле ДК имени Стрижака |             |

## Самолёт в кинематографии
Транспортный Ан-26 показан в нескольких сценах фильма «Неудержимые-3» (США, 2014), как основной самолёт группы. Окраска его носовой части индивидуальна, в стиле американских истребителей и штурмовиков — с изображением акульей пасти.
В данный момент этот Ан-26B с регистрационным номером «UR-CSK» и кличкой «Killa» эксплуатируется украинской авиакомпанией «Элерон».